# Warionia
Warionia es un género monotípico de plantas con flores perteneciente a la familia de las asteráceas. Su única especie: Warionia saharae, es originaria de Marruecos. Es el único miembro de la subtribu Warioniinae.

## Taxonomía
Warionia saharae fue descrita por Benthem ex Benth. & Coss.   y publicado en Bull. Soc. Bot. France 19: 166. 1873